# Beyrie-sur-Joyeuse
Beyrie-sur-Joyeuse är en kommun i departementet Pyrénées-Atlantiques i regionen Nouvelle-Aquitaine i sydvästra Frankrike. Kommunen ligger i kantonen Saint-Palais som tillhör arrondissementet Bayonne. År 2022 hade Beyrie-sur-Joyeuse 536 invånare.

## Befolkningsutveckling
Antalet invånare i kommunen Beyrie-sur-Joyeuse
| Referens: INSEE |